# Cyklon Tracy (miniserial)
Cyklon Tracy – australijski miniserial telewizyjny z 1986 roku. Serial oparty jest na autentycznym wydarzeniu, jakim było uderzenie cyklonu Tracy o wybrzeże Australii.

## Główne role
- John Russell Waters - Narrator
- Chris Haywood - Steve Parry
- Nicholas Hammond - Harry Nelson
- Tracy Mann - Connie Hampton
- Linda Cropper - Joycie
- Tony Barry - Mick Brennan
- Aileen Britton - Big Caroline
- Caroline Gillmer - Little Caroline
- Jack Webster- Bobbie
- Paul Pryor - Hilton
- Nicholas Papademetriou - Theo
- Noel Hodda - Tony